# Dziura pod Nową
Dziura pod Nową – jaskinia, a właściwie schronisko, w północnym zboczu masywu Kominiarskiego Wierchu w Dolinie Kościeliskiej w Tatrach Zachodnich. Wejście do niej znajduje się po południowej stronie żlebu Żeleźniak, w skałce pod granią ograniczającą od zachodu przełęcz Wrótka, poniżej Jaskini Nowej nad Raptawicką Granią, na wysokości 1549 metrów n.p.m. Jaskinia jest pozioma, a jej długość wynosi 4,60 metrów.

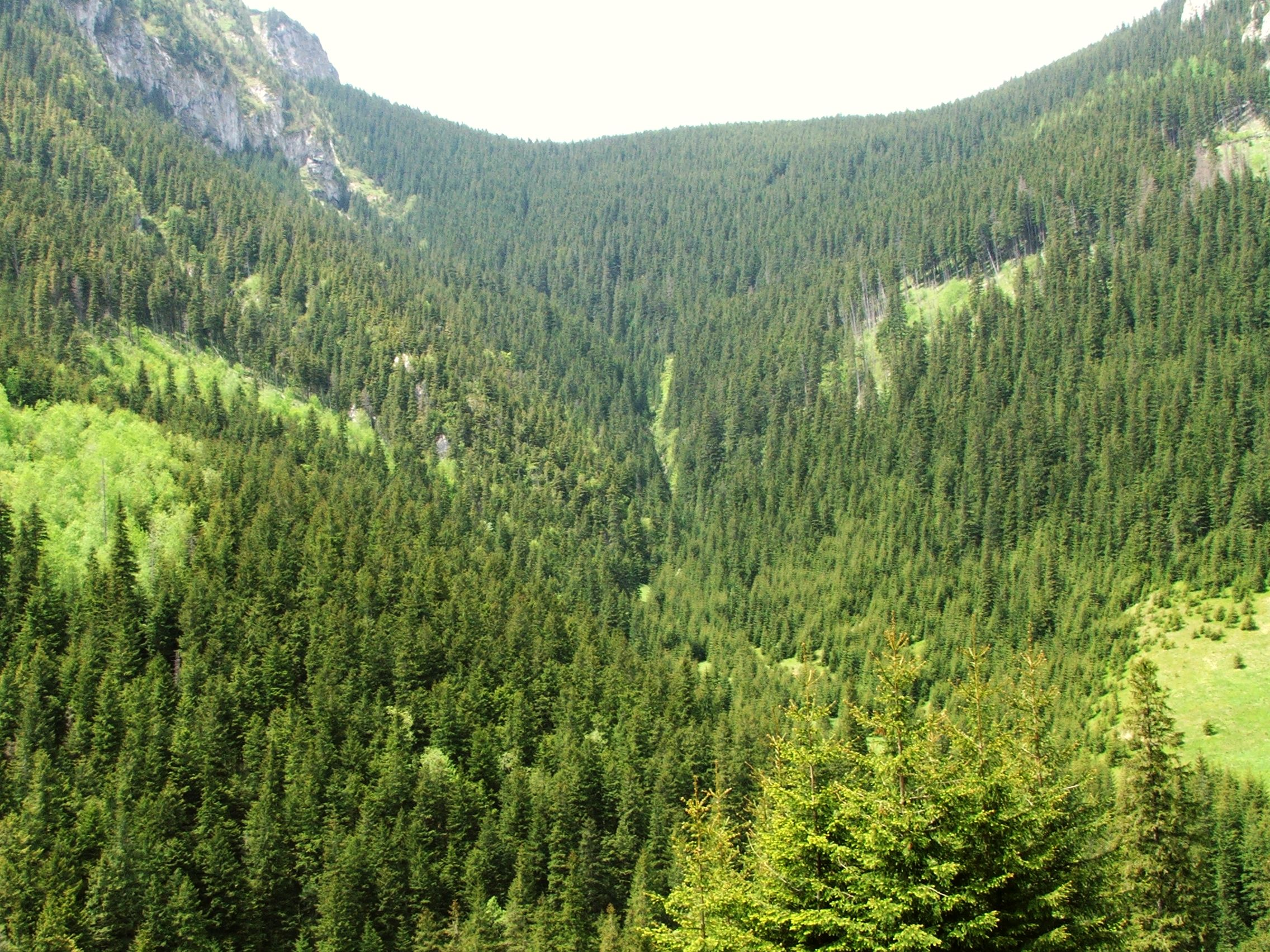
Żleb Żeleźniak

## Opis jaskini
Jaskinię stanowi prosty i ciasny korytarz zaczynający się w niewielkim, szczelinowym otworze wejściowym.

## Przyroda
W jaskini można spotkać mleko wapienne i nacieki grzybkowe. Ściany są mokre, rosną na nich (do 2 metrów od otworu) mchy.

## Historia odkryć
Jaskinia została odkryta w 1979 roku przez I. Luty i M. Połońskiego. Sporządzili oni jej dokumentację.